# Divitz-Spoldershagen
Divitz-Spoldershagen ist eine Gemeinde im Westen des Landkreises Vorpommern-Rügen und ist Teil des Amtes Barth.

## Geografie
Divitz-Spoldershagen liegt beidseits der Barthe, welche das Gemeindegebiet in Nord-Süd-Richtung durchfließt. Die Gemeinde befindet sich ca. 6 km südwestlich der Stadt Barth und grenzt im Norden an den „Gäthkenhäger Wald“. Im Süden bei Martenshagen befindet sich das kleine Waldgebiet „Martenshagener Holz“. Hier befinden sich auch die höchsten Erhebungen im Gemeindegebiet mit knapp über 20 m ü. NHN. Größere Seen gibt es im Gemeindegebiet keine.

### Ortsteile
| - Divitz - Frauendorf - Gäthkenhagen | - Martenshagen - Spoldershagen - Wobbelkow |

## Geschichte

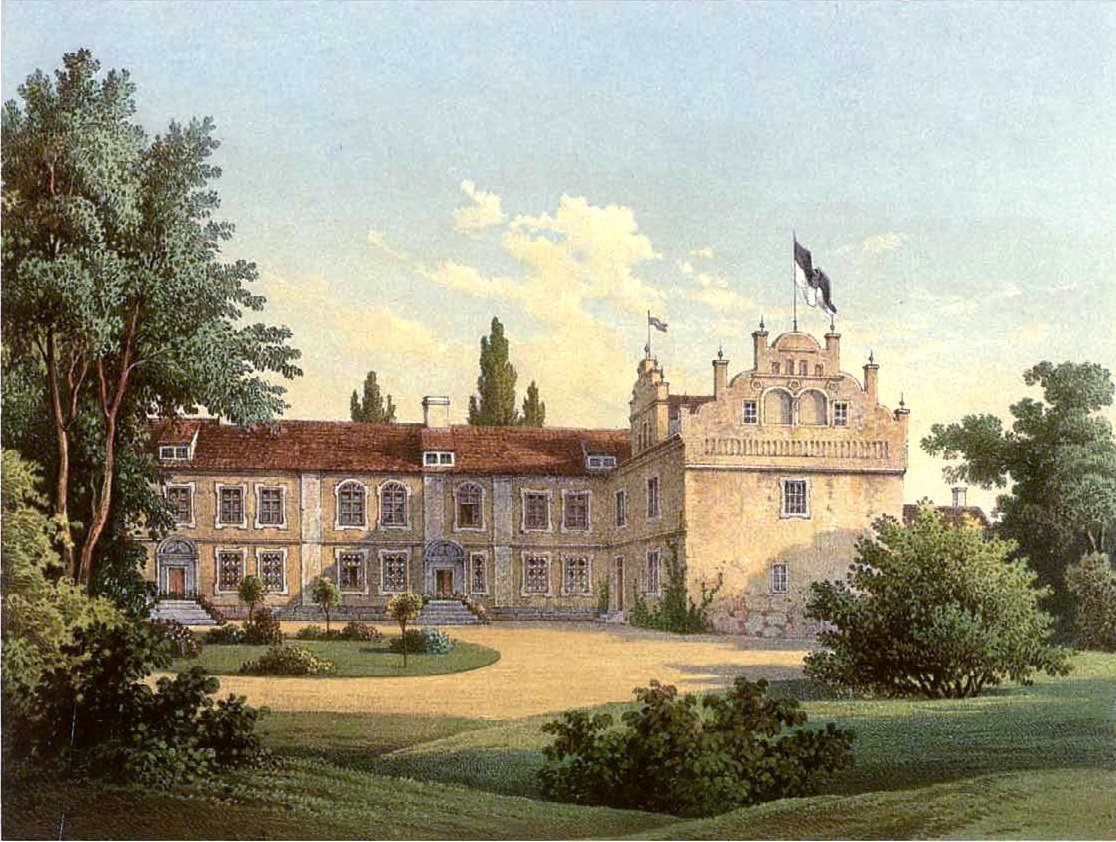
Schloss Divitz um 1862/63, Sammlung Alexander Duncker

Die Gegend wurde schon in der Steinzeit besiedelt, davon zeugen entsprechende Funde.
Die Ortsnamen stammen wahrscheinlich von den Ortsgründern „Godeke“, „Marten“ oder den „Martinus“ beziehungsweise „Spolder“, der auf einen Holzspalter hindeutet. Es handelt sich um Gründungen aus der Zeit der deutschen Ostkolonisation.
Ab 1318 gehörten die Orte zur Herrschaft Divitz. Im Dreißigjährigen Krieg wurden Divitz, Spoldershagen, Martenshagen und Gäthkenhagen fast vollständig vernichtet. Die Gegend gehörte bis Ende des Dreißigjährigen Krieges zum Herzogtum Pommern.
Nach dem Westfälischen Frieden bis zum Jahr 1815 gehörte sie zu Schwedisch-Pommern und danach zur preußischen Provinz Pommern. Sie war bis 1952 Teil des Landkreises Stralsund und danach bis 1994 von Kreis Ribnitz-Damgarten im Bezirk Rostock.
Die Gemeinde wurde durch den Zusammenschluss der Gemeinden Divitz und Spoldershagen am 13. Juni 1999 gebildet. Bis zum 1. Januar 2005 war die Gemeinde Teil des Amtes Barth-Land.
Divitz
Die slawische Ortsgründung Divitz wurde in Urkunden des Rüganer Fürsten Wizlaw erstmals erwähnt.
Nach 1200 entstand auch die Burg Divitz. Die Burg Divitz ist eine Wasserburg mit breitem Graben. Diese Burg war eine von vielen, die entlang der Grenze von Pommern zu Mecklenburg errichtet wurden. Das gleichnamige Geschlecht von Divitz war hier im lehnsrechtlichen Besitz bis ins 14. Jahrhundert, es starb dann aus. Nach kurzzeitigem Besitz um 1374 der Familien von Moltke und von Vitzen kaufte die Familie von Krackewitz 1480 das Gut. Als diese 1625 mit Bogislaw von Krackewitz ausstarb, fiel das Gut als erledigtes Lehn heim, d. h. an den Herzog. Dieser verlieh es 1626 an seinen Kanzler Philipp von Horn, der es seinem Enkel Graf Johannes Lilienstedt (schwedischer Repräsentant) vererbte. Weiter kam es dann durch Erbschaft an die Familie von Krassow, die 1842 ein Familienfideikommiss auf Divitz mit den weiteren Pertinenzen – Frauendorf, Wobbelkow und Martenshagen, errichteten. Später ging der 500 ha Besitz durch Heirat der Tochter des Gutsherrn, Hedwig Freiin von Krassow mit Graf Siegfried von der Groeben-Neudörfchen (1825–1892) an die Familie von der Groeben. Letzter Besitzer war bis zur Bodenreform 1945 der Offizier Siegfried jun. Graf von der Groeben (1896–1992), der mit seiner Ehefrau Helma von Lengerke nach der Bodenreform in Bad Salzuflen lebte.
Frauendorf
Der Ort Frauendorf wird lange Zeit überhaupt nicht erwähnt. In Frauendorf bestand nach dem 1939 letztmals amtlich publizierten Güter-Adressbuch Pommern ein 571 ha großes Rittergut, welches zum Güterkomplex Divitz gehörte.
Gäthkenhagen
Der Ortsteil Gäthkenhagen wurde im Jahr 1278 als „Godekenhagen“ erstmals urkundlich erwähnt. Gemarkungsteile von Gäthkenhagen gehörten zum Rittergut Spoldershagen.
Martenshagen
Martenshagen wurde 1318 erstmals als „Mertenshagen“ genannt. Das einstige Rittergut Martenshagen gehörte zum Güterkomplex Divitz, welches die Familie von Krassow als Eigentümer vormals zu einem Familienfideikommiss bestimmte.
Spoldershagen
Spoldershagen entstand nach 1200 im Zuge der deutschen Ostkolonisation. Spoldershagen wurde als „Spoldenershagen“ am 18. November 1319 erstmals urkundlich erwähnt. In der Mitte des 19. Jahrhunderts hatte die Ortschaft 110 Einwohner.
Wobbelkow
Wobbelkow (ein Tymmo de Wobbelkow wurde genannt) wurde erstmals im Jahr 1256 erwähnt. Es ist eine slawische Ortsgründung. In Wobbelkow bestanden vor 1945 sieben Bauernhöfe, alles im ehemaligen Eigentum des Diviter Gutsbesitzers. Die Familie Sengbusch betrieb zwei landwirtschaftliche Betriebe. Der Landwirt O. Wallis ließ seinen Hof von Herrn Kohrs verwalten.

## Wappen, Flagge, Dienstsiegel
Die Gemeinde verfügt über kein amtlich genehmigtes Hoheitszeichen, weder Wappen noch Flagge. Als Dienstsiegel wird das kleine Landessiegel mit dem Wappenbild des Landesteils Vorpommern geführt. Es zeigt einen aufgerichteten Greifen mit aufgeworfenem Schweif und der Umschrift „GEMEINDE DIVITZ-SPOLDERSHAGEN – LANDKREIS VORPOMMERN-RÜGEN“.

## Sehenswürdigkeiten und Kultur
→ Siehe: Liste der Baudenkmale in Divitz-Spoldershagen
- Herrenhaus Divitz mit Schlosspark.
- Bei Volksfesten wird der Brauch des Tonnenabschlagens gepflegt.

## Verkehrsanbindung

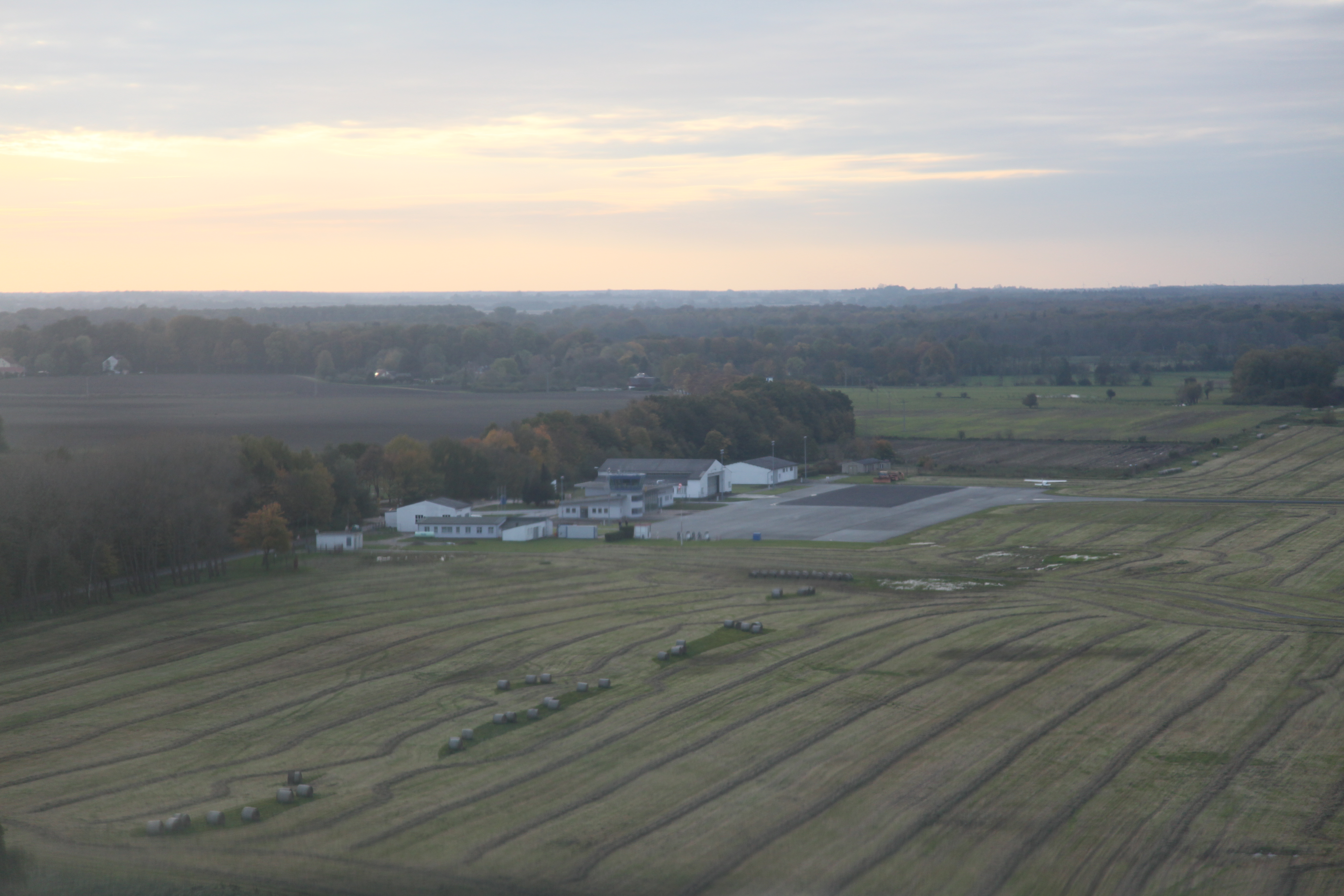
Flughafen Stralsund-Barth im Gemeindegebiet Divitz

Im Südteil der Gemeinde verläuft die Bundesstraße 105. Im Gemeindegebiet befindet sich der Flughafen Barth.

## Persönlichkeiten
- Karl von der Groeben (* 1902 auf Herrenhaus Divitz; † 1989 in Lübeck), Jurist, Landrat und Ministerialrat in Rheinland-Pfalz